# أبو الغر (مصر)
أبو الغر إحدى قرى مركز كفر الزيات التابع لمحافظة الغربية بجمهورية مصر العربية. يوجد بالقرية شونة قمح سعتها التخزينية 1500 طن.

## التاريخ
قرية أبو الغر من القرى القديمة، حيث وردت باسم «ألطا» في أعمال جزيرة بني نصر ضمن قرى الروك الصلاحي التي أحصاها ابن مماتي في كتاب قوانين الدواوين، كما وردت باسم «ألطا» في أعمال جزيرة بني نصر ضمن قرى الروك الناصري التي أحصاها ابن الجيعان في كتاب «التحفة السنية بأسماء البلاد المصرية».
وردت باسم «ألطا» في التربيع العثماني الذي أجراه الوالي العثماني سليمان باشا الخادم في عصر السلطان العثماني سليمان القانوني ضمن قرى ولاية جزيرة بني نصر، وفي تاريخ 1228هـ/1813م الذي عدّ قرى مصر بعد المسح الذي قام به محمد علي باشا باسم «أبو الغر» نسبة إلى علي أبو الغر صاحب المقام الكائن بها.

## السكان
بلغ عدد سكان أبو الغر 8827 نسمة حسب تقدير عام 2018. يوجد في القرية أقلية مسيحية.
| السنة  | 1897 | 1907 | 1927 | 1947 | 1960 | 1976 | 1986 | 1996 | 2006  | 2018 |
| ------ | ---- | ---- | ---- | ---- | ---- | ---- | ---- | ---- | ----- | ---- |
| القرية | 4182 | 4683 | 4445 | 4157 | 4299 | 4778 | 5067 | 6215 | 7,197 | 8827 |